# ريو دي أورو (ميليلة)

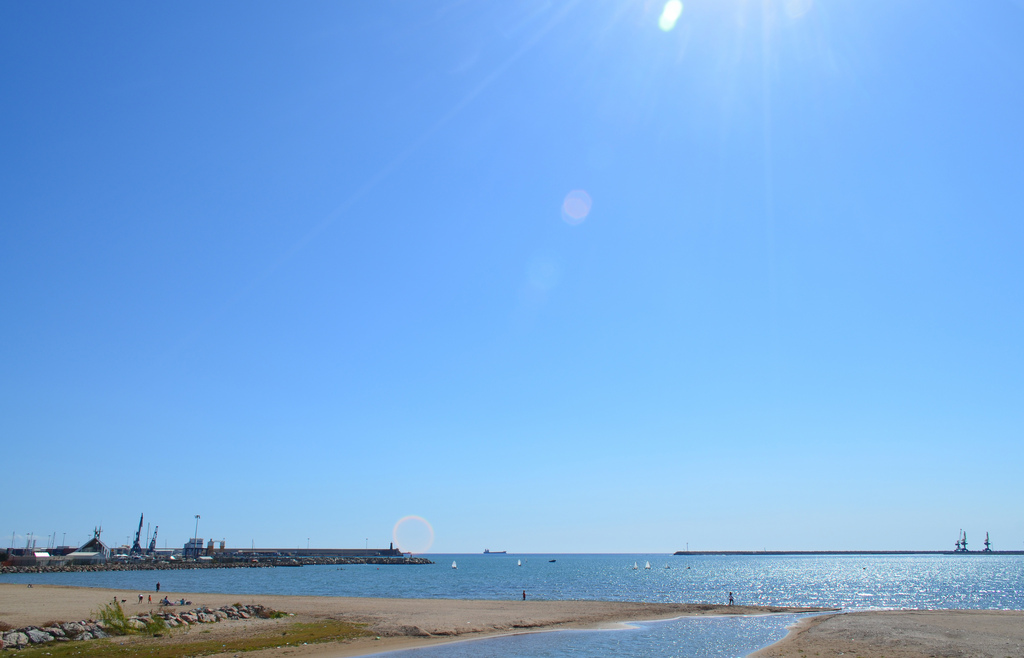
مصب نهر ريو دي أورو في مليلية.

ريو دي أورو (بالإسبانية: Río de Oro) (نهر الذهب) هو النهر الذي يتدفق في شمال المغرب وصولاً إلى البحر الأبيض المتوسط في ميناء مليلية الاسباني.

## معرض الصور

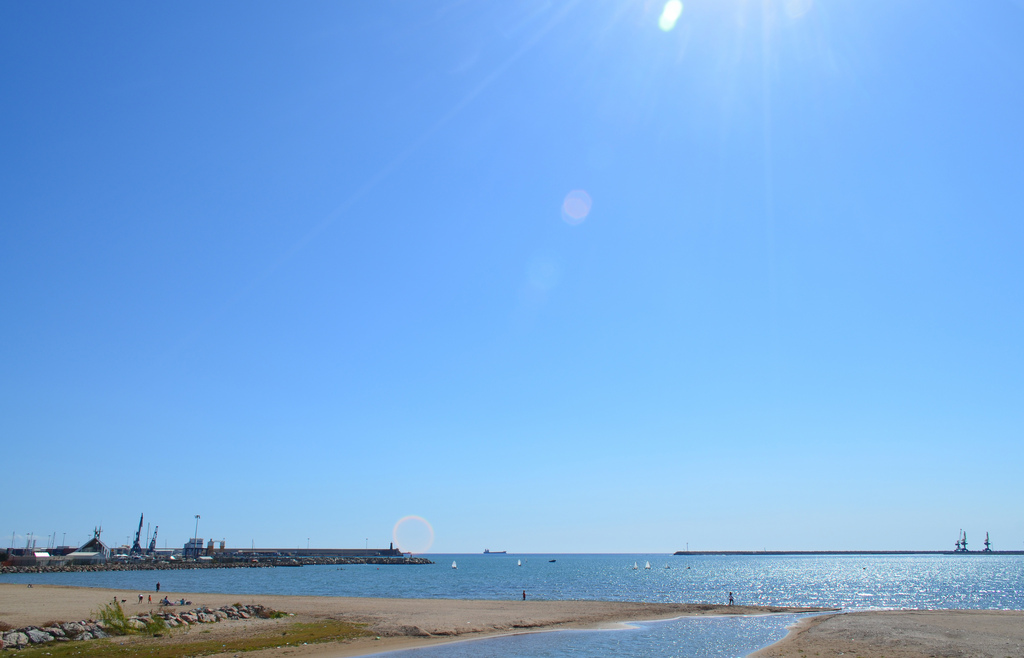
مصب نهر ريو دي أورو في مليلية.
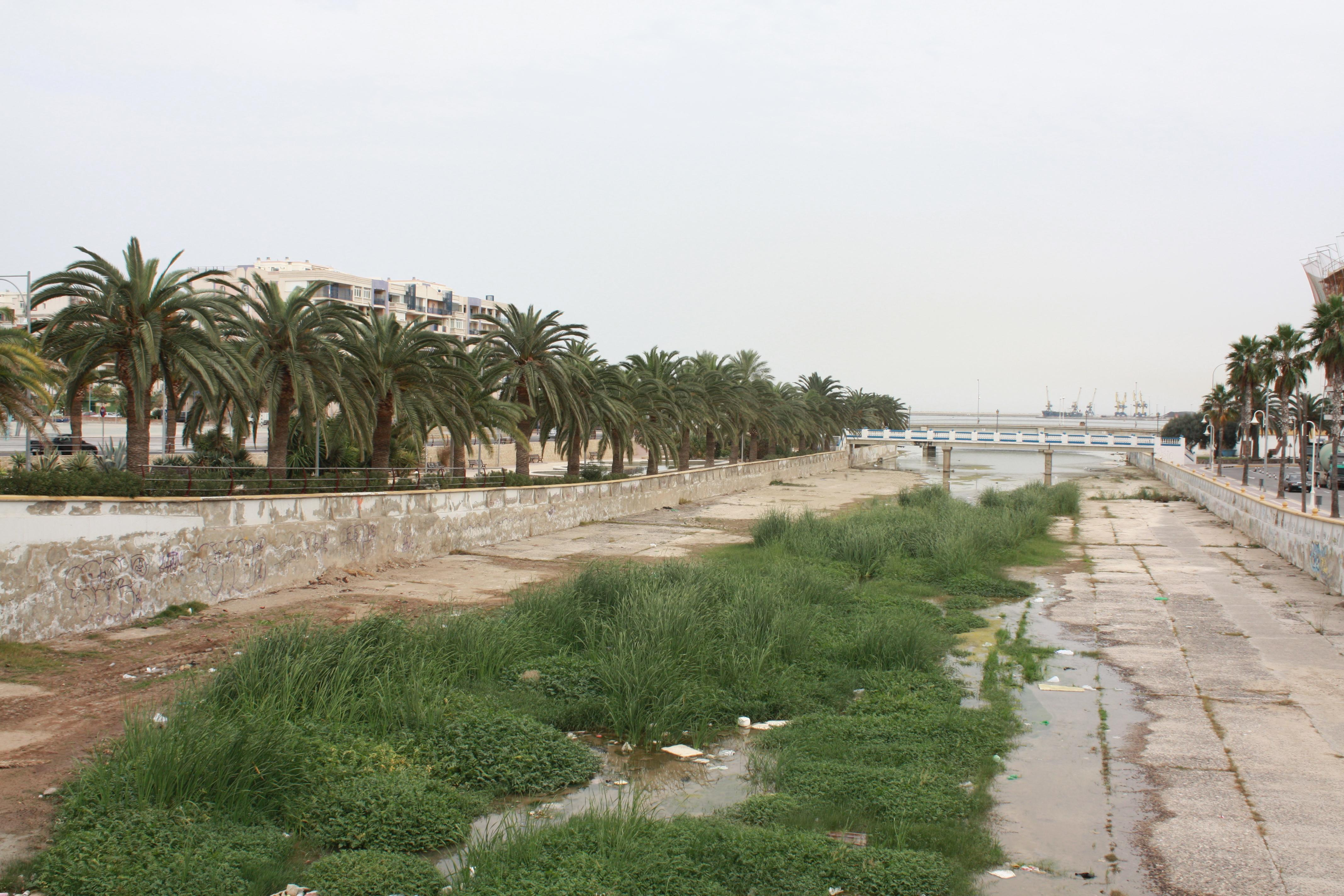
بساتين النخيل.
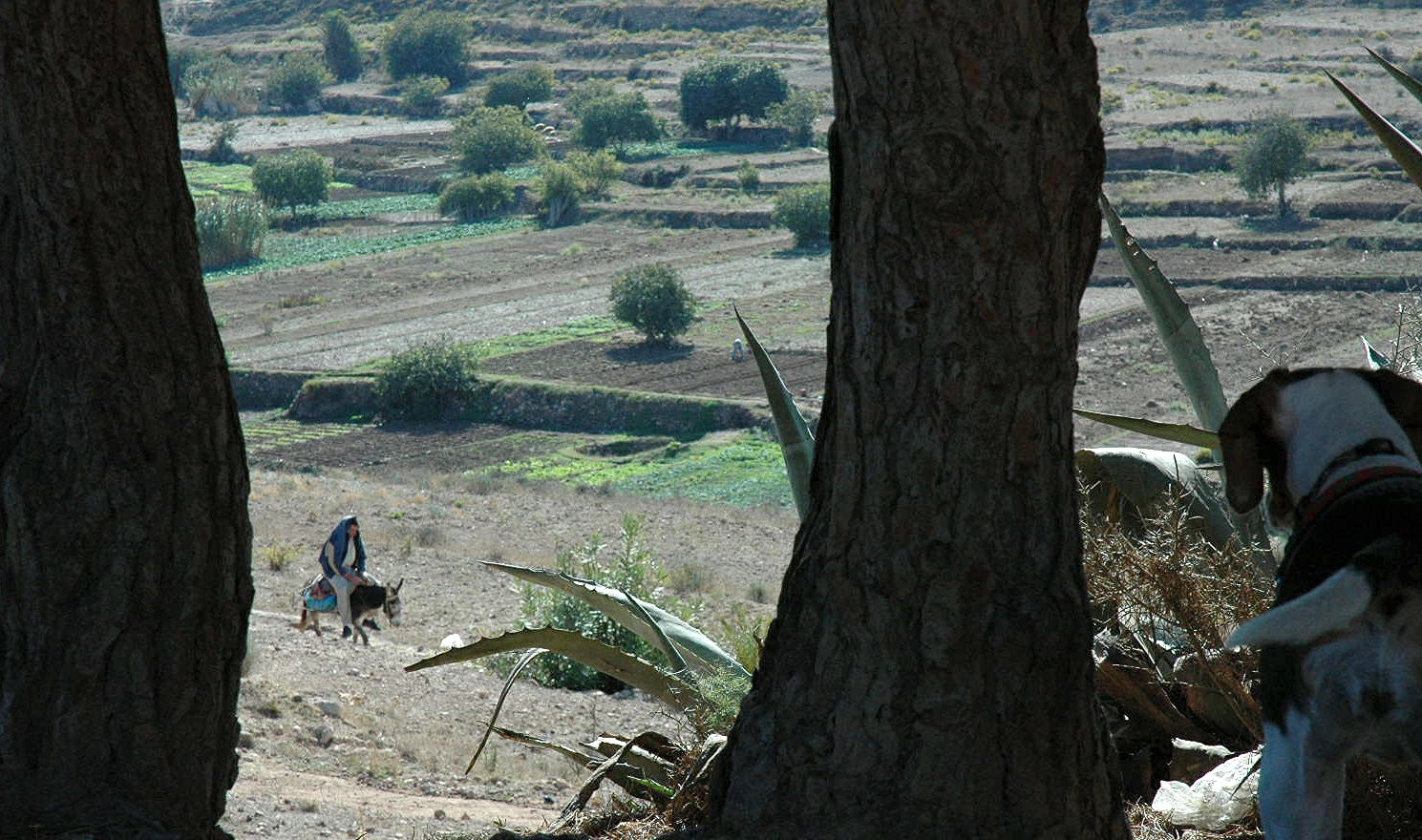
وادي ريو دي أورو.

## انظر كذلك

### مقالات لها صلة
- قائمة أنهار المغرب

### رابط خارجي
وصف موجز لمليلية ، على الموقع الإلكتروني لـ Confederación Hidrográfica del Guadalquivir [الإنجليزية] .